# New Jack Swing (dans)
New jack Swing även kallat Hype är en dansstil som dansas till en speciell typ av hiphop som slog i slutet av 80-talet. Den kommer väldigt snabbt till Sverige och 1988 startar dansgruppen Nine Degrees som dansade denna stil. Det är både en Hiphopdans och en streetdance.